# Ernst-Strassmann-Stiftung
Die Ernst-Strassmann-Stiftung ist eine in organisatorischer Hinsicht an die Friedrich-Ebert-Stiftung angegliederte, 1981 bis 2008 agierende, mit einem Privatvermögen ausgestattete Stiftung, die es sich zum Ziel gesetzt hatte, die „Aufarbeitung der NS-Vergangenheit“ anzuregen und zu unterstützen.

## Hintergrund
Die Stiftung wurde 1981 auf Veranlassung Resi Strassmanns zu Ehren ihres Mannes, des Berliner Landgerichtsrats Ernst Strassmann (1897–1958) gegründet. Ernst Strassmann hatte zusammen mit dem Hamburger Kaufmann Hans Robinsohn zwischen 1934 und 1942 eine liberale Widerstandsgruppe (Robinsohn-Strassmann-Gruppe) geleitet. Bei dem Versuch nach Schweden zu reisen, um sich dort mit Vertretern des britischen Geheimdienstes zu treffen, wurde er am 19. August 1942 festgenommen und ins Gestapo-Hauptquartier in der Prinz-Albrecht-Straße gebracht, wo er bis Kriegsende in Einzelhaft festgehalten wurde.

## Förderungspolitik
Laut testamentarischer Verfügung der Witwe förderte die Stiftung – eingedenk der leidvollen Erfahrungen, die durch die nationalsozialistische Diktatur in Deutschland gemacht wurden – vor allem wissenschaftliche Arbeiten, die diese Erfahrungen aufgriffen und die damit einen Beitrag zur Festigung und zum Ausbau der Demokratie in der Bundesrepublik leisteten. Dies geschah vor allem mittels Stipendien, Druckkostenzuschüssen und ähnlichen Zuwendungen an Sozialwissenschaftler sowie an Kunst- und Musikstudierende. Das Privatvermögen, das das Ausgangskapital der Stiftung bildete, konnte durch kluge Anlagepolitik erheblich gesteigert werden. Die Leiterin der Stiftung, Jutta Lange-Quassowski, arbeitete während 27 Jahren ehrenamtlich und warb weitere Mittel für die Stiftung ein, sodass die Ernst-Strassmann-Stiftung insgesamt eine Summe von 2,55 Millionen DM zur Förderung qualifizierter Projekte einsetzen konnte.

## Geförderte Arbeiten und Projekte
Sozialwissenschaftliche Stipendien oder Zuschüsse zu Forschungsreisen, zur Erstellung von Ausstellungen, Katalogen, Filmen und anderen Medienproduktionen dienten der Erarbeitung und Präsentation der vielen Facetten der Auseinandersetzung mit der NS-Vergangenheit. Dazu gehört sowohl die auf die Nazi-Herrschaft hinführende Vorgeschichte wie auch das Weiterwirken von NS-Ideologie, NS-Unrecht oder von NS-Belasteten in der Bundesrepublik. Die Ernst-Strassmann-Stiftung hat eine Reihe von Tagungen zum obigen Themenschwerpunkt unterstützt bzw. die Drucklegung der Ergebnisse ermöglicht – so etwa die erste international besetzte Tagung zum Aufstand im Warschauer Ghetto. Auch viele Forschungsergebnisse, die dank der Stipendien erzielt wurden, aber auch anders entstandene wichtige Publikationen konnten dank der Unterstützung durch die Ernst-Strassmann-Stiftung als Buch erscheinen. Die Liste der geförderten Buchpublikationen umfasst rund 50 Titel, darunter Klassiker wie Ulrich Herberts Studie über Werner Best oder Gisela Lehrkes frühe Auseinandersetzung mit „Gedenkstätten für die Opfer des Nationalsozialismus“.
In den Bereichen Kunst und Musik, deren Förderung der Stifterin ein besonderes Anliegen war, sind Stipendien u. a. zur Qualifizierung für therapeutische Arbeit, also Kunsttherapie und Musiktherapie geflossen, später allerdings auch musikgeschichtliche Studien mit Bezug zum Nationalsozialismus gefördert worden. Dazu zählt die Arbeit von Willem de Vries über den „Sonderstab Musik“, deren aufsehenerregende Veröffentlichung die fünfzigjährige Karriere des bis dahin hoch geachteten Musikwissenschaftlers, Wolfgang Boetticher abrupt beendete. De Vries hatte nachweisen können, dass Bötticher bis 1945 für zahllose Enteignungen von Musikinstrumenten, Noten etc., die vornehmlich jüdischen Musikern gehört hatten, ebenso zuständig war, wie auch für den Raub von Musikschätzen aus Museen der im Krieg durch Deutschland besetzten Länder, was Boetticher bis dahin stets abgestritten hatte.